# Metal Kluczbork
Metal Kluczbork – polski klub piłkarski z siedzibą w Kluczborku, założony 19 września 1961 roku. W sezonach 1973/74 i 1974/75 grał w II lidze. Latem 2001 roku sekcja piłkarska klubu wraz z większością zawodników została przekazana do Hetmana Byczyna, który w lidze okręgowej uplasował się na 3. miejscu, a sam klub został rozwiązany.

## Sukcesy
- 9. miejsce w II lidze – 1973/74
- wicemistrzostwo Polski juniorów U-19 – 1970, 1971

## Sezony krok po kroku
- 1961/1962 - B klasa (awans do A klasy)
- 1962/1963 - A klasa
- 1963/1964 - A klasa
- 1964/1965 - A klasa (awans do klasy okręgowej)
- 1965/1966 - Klasa okręgowa - 3. miejsce (awans do III ligi)
- 1966/1967 – 3 liga, gr. I (śląska) – 12. miejsce
- 1967/1968 – 3 liga, gr. I (śląska) – 6. miejsce
- 1968/1969 – 3 liga, gr. I (śląska) – 4. miejsce
- 1969/1970 – 3 liga, gr. I (śląska) – 4. miejsce
- 1970/1971 – 3 liga, gr. I (śląska) – 7. miejsce
- 1971/1972 – 3 liga, gr. I (śląska) – 2. miejsce
- 1972/1973 – 3 liga, gr. I (śląska) – 1. miejsce (awans do II ligi)
- 1973/1974 – 2 liga – 9. miejsce
- 1974/1975 – 2 liga – 16. miejsce (spadek do III ligi)
- 1976/1977 – 3 liga, gr. VI – 6. miejsce
- 1977/1978 – 3 liga, gr. VI – 5. miejsce
- 1978/1979 – 3 liga, gr. VI – 8. miejsce
- 1979/1980 – 3 liga, gr. VI – 3. miejsce
- 1980/1981 – 3 liga, gr. III – 4. miejsce
- 1981/1982 – 3 liga, gr. III – 12. miejsce
- 1982/1983 – 3 liga, gr. V – 7. miejsce
- 1983/1984 – 3 liga, gr. V – 7. miejsce
- 1984/1985 – 3 liga, gr. dolnośląska – 4. miejsce
- 1985/1986 – 3 liga, gr. dolnośląska – 3. miejsce
- 1986/1987 – 3 liga, gr. dolnośląska – 4. miejsce
- 1987/1988 – 3 liga, gr. śląska – 11. miejsce
- 1988/1989 – 3 liga, gr. śląska – 8. miejsce
- 1989/1990 – 3 liga, gr. śląska – 14. miejsce
- 1990/1991 – 3 liga, gr. katowicka – 6. miejsce
- 1991/1992 – 3 liga, gr. katowicka – 12. miejsce
- 1992/1993 – 3 liga, gr. katowicka – 8. miejsce
- 1993/1994 – 3 liga, gr. katowicka – 9. miejsce
- 1994/1995 – 3 liga, gr. katowicka – 18. miejsce (spadek do IV ligi)
- 1995/1996 - 4 liga, gr. bialsko-częstochowsko-opolska - 7. miejsce
- 1996/1997 - 4 liga, gr. bialsko-częstochowsko-opolska - 12. miejsce
- 1997/1998 - 4 liga, gr. bialsko-częstochowsko-opolska - 18. miejsce (spadek do Klasy okręgowej)
- 1998/1999 - Klasa okręgowa
- 1999/2000 - Klasa okręgowa - 2. miejsce (awans do IV ligi)
- 2000/2001 - 4 liga, gr. opolska - 8. miejsce

## Historia

### Piłkarska gleba
Kluczbork od zarania sprzyjał sportowi w każdej postaci, a futbolowi przede wszystkim. Jeszcze przed I wojną światową kopano tu piłkę, jak choćby w założonym w 1910 roku klubie „FC National Kreuzburg”. Nie inaczej było w okresie międzywojennym, w którym aktywne były różnorakie kluczborskie organizacje sportowe, z piłkarskimi na czele. Te ostatnie prowadziły ożywioną działalność, rywalizując na boisku również z klubami polskimi zza ówczesnej północnej granicy. Tak było choćby z SpVgg Kluczbork (ówczesna nazwa: Kreuzburg), który korzystał z wybudowanego w 1928 roku stadionu im.Ludwiga Jahna (z niego korzystał później Metal Kluczbork, a obecnie MKS Kluczbork).
Na tym właśnie stadionie w 1935 roku doszło do międzynarodowego meczu, w którym SpVgg Kluczbork (ówczesna nazwa: Kreuzburg), podejmował Polonię Kępno. I choć było to już po dojściu nazistów do władzy w Niemczech, przed zawodami odegrano hymny państwowe Polski i III Rzeszy oraz minutą ciszy uczczono pamięć zmarłego marszałka Józefa Piłsudskiego. Sam zaś mecz 4-2 wygrał Kluczbork, podobnie jak i rewanż w Kępnie.

### Pierwsza była Cresovia
Pierwszym znanym po II wojnie światowej kluczborskim klubem piłkarskim była powstała w 1945 roku Cresovia, znana też jako grające w 1946 roku obok Odry Opole i Lwowianki Opole w ówczesnej klasie A – Kresy Kluczbork, która w dwa lata po powstaniu połączyła się z Kluczborskim Klubem Sportowym przyjmując nazwę Kolejarz Kluczbork.
Występujący w ówczesnej lidze międzywojewódzkiej „Kolejarz Kluczbork” dobrze spisywał się także w rozgrywkach centralnych Pucharu Polski, a najlepiej w pucharowej edycji 1955/1956, kiedy najpierw wygrał 2-0 z Kolejarzem Łódź, potem 3-1 z Granatem Skarżysko-Kamienna i dopiero w 1/8 finału przegrał 1-3 z legendarną Wisłą Kraków.
W tym samym czasie wręcz fantastycznie spisywała się – trenująca przede wszystkim w Kolejarzu – kluczborska młodzież. Po zdobyciu jesienią 1955 roku mistrzostwa Opolszczyzny szkół średnich przez drużynę Liceum Ogólnokształcącego, zespół z Kluczborka w końcu czerwca 1956 roku wystąpił w finałach szkolnych Mistrzostw Polski w Łodzi, gdzie najpierw 4-2 pokonał Rzeszów, potem zremisował 1-1 z Warszawą i 1-1 z Poznaniem, a następnie wygrał 1-0 ze Stalinogrodem i bezbramkowo zremisował z Koszalinem, zdobywając mistrzostwo Polski. Dokonali tego gościnnie i legalnie grający bramkarz z Raciborza, późniejszy mistrz Polski z Górnika Zabrze i mistrz olimpijski z drużyny Kazimierza Górskiego – Hubert Kostka oraz Michał Kuryluk, Jerzy Linowski, kolega H. Kostki z Raciborza Jan Byczyk, Zdzisław Watral, Edward Twardy, Bogusław Hałaszewski, Ryszard Smolnik, Henryk Nowaczek, Ryszard Szuba, Jerzy Galus oraz rezerwowi zawodnicy Budzianowski, Grendziak i Sitko. Po turnieju w Łodzi stoper Jerzy Linowski i najlepszy strzelec zespołu Ryszard Smolnik powołani zostali do kadry narodowej juniorów Kazimierza Górskiego. Wielu młodych piłkarzy z tego zespołu znalazło potem miejsce w podstawowym składzie Kolejarza Kluczbork i następnie drugiego zespołu z Kluczborka – KKS-u Kluczbork.

### Sławni piłkarze lat pięćdziesiątych XX wieku
W połowie lat pięćdziesiątych doszło w Kluczborku do pierwszego powojennego meczu międzynarodowego, w którym Kolejarz uległ drużynie z jugosłowiańskiego Żelezniczaru Nowy Sad 1-4, po honorowej bramce Grunsioka. Oprócz niego najwybitniejszymi piłkarzami byli w tamtym okresie lat pięćdziesiątych i początków lat sześćdziesiątych Jan Gocek, Edward Swoboda, Adam Szpila, Andrzej Targ, Stefan Krzywiński, powołani nawet do kadry narodowej Polski przed wyjazdem na granie w dalekiej Australii, oraz piłkarze Stanisław Szklarek i późniejszy długoletni działacz Górnika Zabrze, Zdzisław Lachowski, a także Olszok, Konopka i Fiedorowicz.
Potem nadeszły dobre czasy Jerzego Gołębiowskiego, którego trener narodowej reprezentacji, już jako gracza I-ligowej Odry Opole, wystawił do międzynarodowych meczów sparingowych swojej kadry Polski przed Mistrzostwami Świata w Piłce Nożnej 1974. Po opuszczeniu Odry, Jerzy Gołębiowski był jeszcze przez wiele lat podporą Metalu Kluczbork.
Kolejnym wybitnym piłkarzem tamtego okresu był urodzony w Kluczborku, absolwent miejscowego Liceum Ogólnokształcącego, wychowanek i do 1976 roku zawodnik KKS-u Kluczbork – Edward Załężny. Z Kluczborka trafił on do I-ligowego zespołu Stali Mielec i Legii Warszawa, w której grał przez pięć sezonów i zdobył Puchar Polski i z której czterokrotnie był powołany do reprezentacji kraju. W 1985 roku wyjechał do USA, gdzie przez cztery lata bronił barw amerykańskiej Wisły Chicago, a w której sezonowo grywał również jego kolega z Kluczborka, Jerzy Gołębiowski.

### Era Metalu
19 września 1961 roku przybyła w Kluczborku nowa sportowa siła. Był nią Klub Sportowy Metal, założony przy Fabryce Maszyn i Urządzeń „Famak”, w której sportowcy mieli zatrudnienie. Najbardziej wymownym wyrazem patronatu było wybudowanie przy stadionie pokaźnego pawilonu z zapleczem hotelowym i gastronomicznym, z którego mogli przez cały rok korzystać nie tylko sportowcy Metalu, ale i też uczestnicy sportowych obozów szkoleniowo-kondycyjnych z całego kraju.
Metal powstał na bazie kadrowej prężnych wówczas okolicznych ludowych zespołów sportowych z pobliskiego Kuniowa i Kraskowa. Pierwszym prezesem klubu, a i potem długo jego czołowym działaczem, był Czesław Jędrzejewski. Metalowi prezesował także dyrektor „Famaku” Gerard Wodarz, a bardzo aktywne grono działaczy tworzyli także: Stefan Tomczyk, Roman Sokołucha, Marian Rusin, Jan Detyna, Jerzy Kijak, Marian Oremek oraz „pozyskani” z KKS Kluczbork – Ryszard Smolnik, Andrzej Targ i Edward Smereczyński W kwietniu 1962 roku Metal rozegrał mecz towarzyski, w którym przegrał 1-7 ze Startem Olesno, ale już w dwa miesiące potem, po roku istnienia awansował do A klasy. Po sezonie 1965/1966 Metal zameldował się w lidze okręgowej, u boku sąsiada z parku miejskiego, KKS-u. Ten pierwszy awans wywalczyli:
- Zdzisław Widera,
- Gustaw Kossok,
- Andrzej Trag,
- Alfred Spanie,
- Zbigniew Kamiński,
- Ginter Stefan,
- Henryk Duda I,
- Henryk Duda II,
- Edward Bednarczyk,
- Marian Oremek,
- Jerzy Piotrowicz,
- Jerzy Godecki,
- Wiesław Brząkała

oraz trener Marian Kaźmierczak.
W debiucie w lidze okręgowej Metal zajął 3 miejsce i już w kolejnym sezonie występował w III lidze międzywojewódzkiej. W pierwszym sezonie w III lidze Metal Kluczbork zajął w tabeli 12 miejsce na 16 drużyn.
Dużo lepiej było w kolejnym sezonie, po którym kluczborscy piłkarze sklasyfikowani zostali na siódmej pozycji. Z dobrej strony pokazali się też poszczególni piłkarze, z których do kadr okręgu juniorów i młodzieżowców w drugiej połowie lat sześćdziesiątych XX wieku powołani byli: Zbigniew Kamiński, Jan Kowalik, Henryk Piotrowicz, Kazimierz Fiedorowicz, Jerzy Gołębiowski, Wiesław Brząkała, Stanisław Konopka, Wiesław Szczepańczyk, Zdzisław Widera, Edward Bednarczyk i Henryk Duda. Było to też zasługą takich trenerów jak: Michał Szmigiel, Marian Kaźmierczak, Marian Łańko, Marian Szymczyk i Zdzisław Wolsza.
Metalowi prezesował wtedy dyrektor Famaku Czesław Jędrzejewski, którego wspierali wiceprezesi Gerard Wodarz i Józef Detyna, sekretarz klubu Wiesław Kulicki. W latach sześćdziesiątych XX wieku kadrę pierwszej drużyny tworzyli:
- Józef Kibel,
- Wiesław Szczepańczyk,
- Zdzisław Widera,
- Herbert Malcher,
- Adam Szpila,
- Stanisław Konopka,
- Jan Kowalik,
- Zbigniew Kamiński,
- Jerzy Gołębiowski,
- Kazimierz Fiedorowicz,
- Henryk Piotrowicz,
- Antoni Polis,
- Wiesław Brząkała,
- Ryszard Elżanowski,
- Wojciech Przybylski,
- Alfred Michalik,
- Gustaw Kossok,
- Edward Bednarczyk.

Wówczas Metal często korzystał z zawodników z klubów Górnego Śląska, m.in. chorzowskiego Ruchu (Czesław Wyrobek) i Rakowa Częstochowa (Antoni Polis).
Oprócz wyżej już wspomnianych, wiele zasług dla rozwoju klubu położyli także m.in.: działający w Metalu od jego narodzin Władysław Rasztar, Stanisław Hanulewicz i Ładysław Zimniak.

### Młodzież Metalu na podium
Początek lat 70. XX wieku zaprocentował najpierw sukcesami młodzieży Metalu. W 1970 roku na stadionach Kluczborka rozegrano finały mistrzostw Polski juniorów, w których Metal, prowadzony przez trenera Andrzeja Targa, wywalczył wicemistrzostwo, ustępując jedynie Polonii Bytom, a wyprzedzając Motor Lublin i Lechię Gdańsk. W wicemistrzowskim zespole grali: Kunaszewski, Syguła, Żywica, Juchniewicz, Muras, Góra, Staniszewski, Śmiłowski, Kilian, Perdek, Szewczuk, Kuchajewicz, Kruszyński, Podyma i Pietsch. W następnym roku finały MP juniorów rozegrano w Lublinie i wygrali je gospodarze z Motoru, ale znów na drugim stopniu podium stanęli młodzi piłkarze Metalu, prowadzeni też przez Andrzeja Targa, którzy wyprzedzili ŁKS Łódź i Wartę Poznań.
Warto przy okazji wspomnieć, iż w młodzieżowej reprezentacji Polski grali wówczas Helmut Forreiter i Wiesław Nakonieczny, zaś w reprezentacji Polski juniorów: Krystian Blana, Helmut Forreiter, Wiesław Nakonieczny, Janusz Szpila i Edward Załężny.
W historycznym, pierwszym w dziejach Kluczborka, międzypaństwowym meczu reprezentacji juniorów, rozegranym 25 października 1970 roku na stadionie Metalu Polska zremisowała z Czechosłowacją, a w polskiej drużynie zadebiutował Krystian Blana z Metalu.

### Nowe awanse
Po debiutanckim sezonie na przełomie lat 1966/1967 w nowo utworzonej III lidze, w której Metal zajął 12 miejsce, rozpoczęły się przygotowania do kolejnego awansu, tym razem na ogólnopolski szczebel rozgrywek. Droga ku zapleczu krajowej futbolowej elity wiodła poprzez czołowe III-ligowe lokaty – najpierw 6-tą w sezonie 1967/1968, potem dwie czwarte następnych dwóch sezonach, siódmą w rozgrywkach 1970/1971 i wicemistrzostwo w sezonie 1971/1972, po którym tabela III ligi wyglądała następująco:
Tabela III ligi w sezonie 1971/1972
| Miejsce | Nazwa klubu          | Mecze | Punkty | Bramki |
| ------- | -------------------- | ----- | ------ | ------ |
| 1       | MZKS Mikulczyce      | 30    | 46     | 49-17  |
| 2       | Metal Kluczbork      | 30    | 39     | 43-24  |
| 3       | Unia Racibórz        | 30    | 37     | 42-23  |
| 4       | Moto-Jelcz Oława     | 30    | 33     | 37-27  |
| 5       | Wyzwolenie Chorzów   | 30    | 33     | 41-38  |
| 6       | Stal Brzeg           | 30    | 31     | 26-33  |
| 7       | Górnik Radlin        | 30    | 29     | 40-27  |
| 8       | GKS Wodzisław        | 30    | 29     | 28-28  |
| 9       | AKS Chorzów          | 30    | 29     | 29-37  |
| 10      | Stal Bielsko-Biała   | 30    | 28     | 37-33  |
| 11      | Grunwald Ruda Śląska | 30    | 27     | 29-43  |
| 12      | MZKS Nysa            | 30    | 27     | 28-38  |
| 13      | Calisia Kalisz       | 30    | 26     | 30-51  |
| 14      | Slavia Ruda Śląska   | 30    | 24     | 27-37  |
| 15      | Lotnik Wrocław       | 30    | 22     | 26-40  |
| 16      | BKS Bolesławiec      | 30    | 20     | 27-41  |

Po tak zachęcającym wyniku, działacze i piłkarze Metalu postawili sobie jasny cel przed nowym sezonem 1972/1973 – awans do II ligi. Zespół został wzmocniony, trafili do niego kolejni śląscy piłkarze, m.in.: Jerzy Mrowiec i Stanisław Duda z ROW-u Rybnik. Dołączyli oni do kadry, którą tworzyli:
- Henryk Pawlik (bramkarz)
- Gustaw Kosok
- Wiesław Nakonieczny
- Piotr Muras
- Andrzej Loreńczyk
- Jan Kowalik
- Andrzej Sroka
- Zbigniew Kamiński
- Jan Śliwiński
- Józef Bodura
- Hubert Pietsch
- Emil Waida
- Jarosław Studzizba
- Adam Krzywiński
- Remigiusz Widera
- Ryszard Podyma
- Helmut Forreiter (przyszły reprezentant Polski)
- Mieczysław Perdek

Po pierwszej rundzie Metal zachował wielkie szanse na historyczny awans. 24 marca 1973 roku rozpoczęła się runda rewanżowa III ligi, zakończona dokładnie po 3 miesiącach (24 czerwca 1973) zwycięstwem Metalu nad Odrą Wrocław, które ostatecznie przesądziło o awansie kluczborskiej drużyny.
Końcowa tabela III ligi w sezonie 1972/1973
| Miejsce | Nazwa klubu          | Mecze | Punkty | Bramki |
| ------- | -------------------- | ----- | ------ | ------ |
| 1       | Metal Kluczbork      | 30    | 41     | 42-16  |
| 2       | BKS Bielsko-Biała    | 30    | 40     | 39-27  |
| 3       | GKS Jastrzębie-Zdrój | 30    | 38     | 47-23  |
| 4       | Górnik Radlin        | 30    | 35     | 36-22  |
| 5       | Moto-Jelcz Oława     | 30    | 34     | 36-25  |
| 6       | AKS Chorzów          | 30    | 34     | 44-36  |
| 7       | GKS Wodzisław Śląski | 30    | 32     | 24-27  |
| 8       | Stal Brzeg           | 30    | 29     | 35-25  |
| 9       | Zastal Zielona Góra  | 30    | 29     | 42-33  |
| 10      | Odra Wrocław         | 30    | 29     | 41-34  |
| 11      | Wyzwolenie Chorzów   | 30    | 29     | 24-21  |
| 12      | Unia Racibórz        | 30    | 26     | 22-37  |
| 13      | Małapanew Ozimek     | 30    | 23     | 29-47  |
| 14      | Grunwald Ruda Śląska | 30    | 23     | 27-45  |
| 15      | Promień Żary         | 30    | 21     | 15-28  |
| 16      | MZKS Nysa            | 30    | 17     | 14-66  |

### Rozgrywki w II lidze w latach 1973-1975
Tak więc w pierwszym drugoligowym sezonie 1973/74 piłkarzom Metalu przyszło rywalizować z renomowanymi krajowymi zespołami, w których nie brakowało ówczesnych futbolowych znakomitości jak choćby m.in.: Cyroń i Zbigniew Kwaśniewski (Urania Ruda Śląska), Krakowiak, Maruszka, Romowicz i Rudnow (BKS Bielsko-Biała), Herman, Kubica (GKS Tychy), Pluta, Olsza i Szmidt (GKS Katowice), Adamowicz (Wisłoka Dębica), Michaliszyn (Stal Rzeszów), Kulanek, Gerlich (Sparta Zabrze), Wasilewski, Gontarewicz, Dunajczyk (Piast Gliwice), Sączek (Górnik Wojkowice), Napieracz, Karaś i Hnatio (Stal Stalowa Wola), Kajzerek (GKS Jastrzębie), Szachnitowski (Zastal Zielona Góra), Kaczewski (Star Starachowice), Woźniczka (AKS Niwka) oraz Pilarski (Garbarnia Kraków). 12 sierpnia 1973 roku Metal zadebiutował w II lidze na swoim stadionie pod okiem trenera Andrzeja Targa, pokonując 2-0 GKS Katowice, po historycznych golach Huberta Pietscha i Emila Waidy. Potem były cztery kolejne zwycięstwa i dopiero w szóstej serii spotkań Metal doznał pierwszej drugoligowej porażki 0-2 z GKS-em w Jastrzębiu. Po jesieni 1973 roku kluczborscy piłkarze zajmowali dobre ósme miejsce w tabeli. Na końcu sezonu – po 10 zwycięstwach, 9 remisach i 11 porażkach – Metal uplasował się na dziewiątym miejscu w tabeli II ligi.
Końcowa tabela II ligi w sezonie 1973/1974
| Miejsce | Nazwa klubu         | Mecze | Punkty | Bramki |
| ------- | ------------------- | ----- | ------ | ------ |
| 1       | GKS Tychy           | 30    | 42     | 47-22  |
| 2       | BKS Bielsko-Biała   | 30    | 38     | 45-22  |
| 3       | Urania Ruda Śląska  | 30    | 38     | 33-19  |
| 4       | GKS Katowice        | 30    | 33     | 27-31  |
| 5       | Wisłoka Dębica      | 30    | 33     | 28-26  |
| 6       | Stal Rzeszów        | 30    | 32     | 34-25  |
| 7       | Piast Gliwice       | 30    | 32     | 29-27  |
| 8       | Stal Stalowa Wola   | 30    | 29     | 34-40  |
| 9       | Metal Kluczbork     | 30    | 29     | 42-33  |
| 10      | Górnik Wojkowice    | 30    | 29     | 29-35  |
| 11      | Sparta Zabrze       | 30    | 28     | 20-25  |
| 12      | Star Starachowice   | 30    | 27     | 26-26  |
| 13      | AKS Niwka           | 30    | 26     | 27-34  |
| 14      | Zastal Zielona Góra | 30    | 25     | 27-48  |
| 15      | GKS Jastrzębie      | 30    | 20     | 22-38  |
| 16      | Garbarnia Kraków    | 30    | 19     | 22-48  |

Drugi II-ligowy sezon (1974/1975) był dla Metalu dużo mniej pomyślny. Prezydium Zarządu klubu stanowili wówczas: Gerard Wodarz – prezes, Józef Detyna, Czesław Jędrzejewski i Hubert Winkler – wiceprezesi, Maciej Piekoszewski – sekretarz i Edward Trzęsicki – gospodarz. Działacze sekcji piłkarskiej: Bernard Gabrysiak, Adam Byczyński, Stanisław Buczek, Zbigniew Furman, Jerzy Kijak, Roman Sokołucha i Edward Smereczyński. Sztab szkoleniowy zaś tworzyli: Paweł Kowalski, Andrzej Targ, Kazimierz Gutkowski, Ryszard Smolnik, Marian Orermek, Jerzy Wieloch oraz lekarz klubowy Janusz Banach i instruktor odnowy Mieczysław Godzwon.
Kadrę drużyny stanowili:
Józef Kibel, Józef Wloka i Henryk Pawlik – bramkarze, Gustaw Kosok, Andrzej Loreńczyk, Piotr Muras, Wiesław Nakonieczny, Edward Załężny, Jerzy Gołębiowski, Henryk Golus, Zbigniew Kamiński, Czesław Kruszyński, Andrzej Musiał, Krystian Blana, Helmut Forreiter, Kazimierz Fiedorowicz, Henryk Hojczyk, Józef Malcherek (Górnika Januszkowice), Hubert Pietsch i Józef Szpila.
Odeszli natomiast: Emil Waida i Adam Krzywiński.
W rundzie jesiennej Metal zdobył tylko 10 punktów i jeszcze mniej, bo tylko 9 bramek – Metal wygrał po 1-0 z Moto-Jelczem Oława, Odrą Opole i Wisłoką Dębica oraz 4-0 ze Spartą Zabrze i zremisował 0-0 z Uranią Ruda Śląska i Radomiakiem Radom, co dało mu dopiero 15 lokatę w tabeli, której nie udało mu się poprawić wiosną 1975 roku, podczas której wygrał jeszcze 3 spotkania i aż 6 zremisował i z ostatniej pozycji w tabeli przyszło mu się pożegnać z II ligą.
Końcowa tabela II ligi w sezonie 1974/1975
| Miejsce | Nazwa klubu        | Mecze | Punkty | Bramki |
| ------- | ------------------ | ----- | ------ | ------ |
| 1       | Stal Rzeszów       | 30    | 41     | 44-16  |
| 2       | GKS Katowice       | 30    | 39     | 41-23  |
| 3       | Piast Gliwice      | 30    | 34     | 34-20  |
| 4       | Odra Opole         | 30    | 33     | 39-22  |
| 5       | BKS Bielsko-Biała  | 30    | 33     | 38-30  |
| 6       | Urania Ruda Śląska | 30    | 31     | 30-25  |
| 7       | Moto-Jelcz Oława   | 30    | 30     | 27-28  |
| 8       | Siarka Tarnobrzeg  | 30    | 29     | 30-34  |
| 9       | Star Starachowice  | 30    | 29     | 16-26  |
| 10      | Wisłoka Dębica     | 30    | 28     | 26-33  |
| 11      | Stal Stalowa Wola  | 30    | 27     | 29-26  |
| 12      | AKS Niwka          | 30    | 27     | 25-37  |
| 13      | Sparta Zabrze      | 30    | 26     | 25-31  |
| 14      | Radomiak Radom     | 30    | 26     | 27-46  |
| 15      | Górnik Wojkowice   | 30    | 25     | 28-47  |
| 16      | Metal Kluczbork    | 30    | 22     | 23-38  |

W dwóch drugoligowych sezonach Metal rozegrał 60 meczów, w których zdobył 51 punktów (po 2 za zwycięstwo i po 1 za remis), przy różnicy bramek 54-72.
Bramki dla Kluczborka zdobywali:
- Bodura – 9 bramek,
- Loreńczyk – 6 bramek,
- Waida – 5 bramek,
- Kamiński – 5 bramek,
- Pietsch – 4 bramki,
- Krzywiński – 3 bramki,
- Mrowiec – 3 bramki,
- Gołębiowski – 3 bramki,
- Fiedorowicz – 3 bramki,
- Kosok – 3 bramki,
- Malcherek – 2 bramki,
- Załężny – 2 bramki,
- Śliwiński – 1 bramka,
- Kruszyński – 1 bramka,
- Blana – 1 bramka,
- Rabanda – 1 bramka,
- Perdek – 1 bramka,
- plus 2 bramki samobójcze przeciwników.

### III ligowa rzeczywistość
Po degradacji Metal grał w klasie okręgowej, gdyż III liga została zlikwidowana. Rywalizował potem wspólnie z lokalnym rywalem KKS-em Kluczbork również w lidze międzywojewódzkiej. W 1980 roku był bliski powrotu do II ligi szeregi, ale na finiszu rozgrywek ligi międzywojewódzkiej dał się wyprzedzić Kryształowi Stronie i Zagłębiu Lubin. W zespole grali wtedy przede wszystkim: Wloka – Uchnast, Nakonieczny, Biegański, Babiarz, Iwanowicz, Golus, Ferfecki, Holka, Wyrobek, Goldman, Sroka i ojciec piłkarza MKS-u Kluczbork z ostatniego, pierwszoligowego sezonu – Krzenciesa. W następnym roku Metal znów znalazł się w już nowo sformowanej III lidze i sezon 1980/1981 zakończył na 4. miejscu w tabeli:
Końcowa tabela III ligi w sezonie 1980/1981
| Miejsce | Nazwa klubu           | Mecze | Punkty | Bramki |
| ------- | --------------------- | ----- | ------ | ------ |
| 1       | Urania Ruda Śląska    | 30    | 39     | 45-30  |
| 2       | Raków Częstochowa     | 30    | 37     | 39-24  |
| 3       | Zagłębie Lubin        | 30    | 36     | 53-37  |
| 4       | Metal Kluczbork       | 30    | 36     | 39-37  |
| 5       | Małapanew Ozimek      | 30    | 33     | 40-36  |
| 6       | Lechia Piechowice     | 30    | 32     | 38-30  |
| 7       | Odra Wodzisław Śląski | 30    | 32     | 40-34  |
| 8       | AKS Niwka             | 30    | 32     | 34-37  |
| 9       | Pafawag Wrocław       | 30    | 28     | 33-37  |
| 10      | ŁTS Łabędy            | 30    | 28     | 27-32  |
| 11      | Górnik Mysłowice      | 30    | 27     | 31-31  |
| 12      | GKS Jastrzębie        | 30    | 27     | 28-32  |
| 13      | Ostrovia Ostrów Wlkp. | 30    | 25     | 36-38  |
| 14      | Miedź Legnica         | 30    | 23     | 30-41  |
| 15      | Sparta Zabrze         | 30    | 23     | 27-43  |
| 16      | Chrobry Głogów        | 30    | 22     | 30-48  |

W rok później Metal z trudem uratował się przed degradacją do ligi okręgowej, kiedy zajął dopiero 13 miejsce w tabeli z 23 punktami w dorobku. Poprawa nastąpiła w kolejnym sezonie, kiedy klub z Kluczborka wyprzedziły drużyny Moto-Jelcz Oława, Kryształu Stronie, Ślęży Wrocław, Pafawagu Wrocław, Lechii Piechowice i Małejpanwi Ozimek, on zaś był lepszy od Śląska II Wrocław, Bielawianki Bialawa, Ostrovii Ostrów Wlkp., Polonii Głubczyce, Karkonoszy Jelenia Góra, Miedzi Legnica i Calisii Kalisz.
W tym samym czasie lokalny rywal, czyli KKS Kluczbork zdobył mistrzostwo opolskiej ligi okręgowej i awansował do III ligi. W sezonie 1983/1984 obie kluczborskie drużyny rywalizowały udanie ze Ślężą Wrocław, Victorią Wałbrzych, ROW-em Rybnik, Spartą Zabrze czy Pafawagiem Wrocław i w końcowej tabeli (na 14 drużyn) Metal był siódmy, zaś KKS – dziewiąty.

### Metal Kluczbork najlepszy w Polsce
Po sezonie 1983/1984 Śląski OZPN w Katowicach podsumował ówczesne dotychczasowe III-ligowe rozgrywki w latach 1966-1984 i okazało się, że najlepszym klubem spośród aż 300 grających w III lidze z całej Polski był Metal Kluczbork, który w 15 sezonach rozegrał 428 meczów, w których zdobył 473 punkty (bramki 560-472) i wyraźnie wyprzedził takie renomowane kluby jak Polonia Warszawa – 439 punktów i Warta Poznań – 434 punktów.
Honorowym prezesem Metalu był wówczas Stanisław Lesiuk, zaś prezydium zarządu klubu stanowili: prezes Andrzej Milczyński, wiceprezesi Stanisław Krynicki, Jan Derkowski, Henryk Żerko, Stefan Tomczyk i Maksymilian Kokowicz oraz kierownik klubu Jan Dawid.
Członkowie zarządu: Jerzy Mitka, Teodor Arndt, Józef Golenia, Zenon Kwieciński, Jerzy Łysiak, Kazimierz Martyn, Wacław Nowak, Stanisław Reng i Andrzej Sobczyk.
W klubie oprócz piłki nożnej uprawiano także piłkę ręczną mężczyzn, siatkówkę kobiet, tenis stołowy, szachy i brydż.
Piłkarze Metalu wyraźny postęp uczynili jesienią 1984 i wiosną 1985, kiedy w III lidze zajęli 4. miejsce – za Odrą Opole, ROW-em Rybnik i Carbo Gliwice. Niestety, III ligę opuścił wtedy przedostatni w klasyfikacji KKS Kluczbork, który za rok powrócił do niej na kolejne trzy swoje już ostatnie III-ligowe sezony.
Metal natomiast u schyłku wiosny 1986 roku zameldował się na trzecim stopniu III-ligowej hierarchii – za Piastem Nowa Ruda i Ostrovią Ostrów Wielkopolski. Do drużyny trafił wtedy m.in. bramkarz Roman Szweda, a także Soboń, Bukowski, Pacholak, Płaczkowski, Kowalczykowski, Dziedzic czy Ryszard Remień, potem wieloletni piłkarz ekstraklasowego Lecha Poznań. Wkrótce na 6 długich lat trenowaniem kluczborskich piłkarzy przeważnie z powodzeniem zajmował się były reprezentacyjny piłkarz opolskiej Odry – Antoni Kot.
Od 1986 roku Metal bez przerwy grał w III lidze, aby po kolejnych dręczących go kłopotach finansowych w sezonie 1994/1995 opuścić ją zajmując ostatnie miejsce w tabeli.
Końcowa tabela III ligi w sezonie 1994/1995
| Miejsce | Nazwa klubu        | Mecze | Punkty | Bramki |
| ------- | ------------------ | ----- | ------ | ------ |
| 1       | Varta Namysłów     | 34    | 46     | 45-20  |
| 2       | Concordia Knurów   | 34    | 44     | 45-27  |
| 3       | CKS Czeladź        | 34    | 43     | 43-30  |
| 4       | Ruch Radzionków    | 34    | 40     | 46-28  |
| 5       | Górnik Pszów       | 34    | 40     | 56-34  |
| 6       | Górnik Lędziny     | 34    | 36     | 37-30  |
| 7       | GKS Jastrzębie     | 34    | 36     | 40-36  |
| 8       | AKS Niwka          | 34    | 35     | 33-32  |
| 9       | Unia Krapkowice    | 34    | 33     | 33-27  |
| 10      | Urania Ruda Śląska | 34    | 32     | 37-40  |
| 11      | Górnik Siersza     | 34    | 32     | 17-27  |
| 12      | Odra Opole         | 34    | 32     | 44-37  |
| 13      | Górnik MK Katowice | 34    | 32     | 27-26  |
| 14      | Rymer Niedobczyce  | 34    | 31     | 28-42  |
| 15      | Górnik Wojkowice   | 34    | 31     | 26-40  |
| 16      | GKS Tychy          | 34    | 28     | 21-36  |
| 17      | Stal Bielsko-Biała | 34    | 25     | 27-55  |
| 18      | Metal Kluczbork    | 34    | 16     | 21-69  |

W III lidze kluczborski Metal grał aż przez 22 sezony. Rozegrał imponującą liczbę meczów, bo aż 668, w których zdobył 702 punkty. Strzelił 832 bramki, stracił 764.
KKS Kluczbork w III lidze był obecny i aktywny przez 7 sezonów. Rozegrał 186 meczów, w których zdobył 180 punktów, strzelił 249 bramek, a stracił ich 240.
Łączny dorobek kluczborskich drużyn w III-ligowych bojach to: 29 sezonów z 854 meczami i 882 punktami. Bramki: 1081-1004.

### Krajobraz po spadku z III ligi
W sezonie 1995/1996 Metal po spadku z III ligi trafił do grona 421 zespołów z całego kraju, które w 27 grupach z 8 makroregionów uczestniczyły w rozgrywkach międzywojewódzkich umownie nazwanych IV ligą. Wystartował w makroregionie śląskim w grupie zespołów z regionu bielskiego, częstochowskiego i opolskiego. W debiutanckim sezonie zajął 7. miejsce – w środku tabeli.
Końcowa tabela IV ligi w sezonie 1995/1996
| Miejsce | Nazwa klubu             | Mecze | Punkty | Bramki |
| ------- | ----------------------- | ----- | ------ | ------ |
| 1       | Pasjonat Dankowice      | 30    | 66     | 71-42  |
| 2       | Stal Bielsko-Biała      | 30    | 64     | 63-20  |
| 3       | Unia Oświęcim           | 30    | 54     | 52-37  |
| 4       | Śląsk Łubniany          | 30    | 51     | 57-38  |
| 5       | Polonia Nysa            | 30    | 47     | 59-42  |
| 6       | Morcinek Kaczyce        | 30    | 43     | 45-39  |
| 7       | Metal Kluczbork         | 30    | 39     | 40-41  |
| 8       | Góral Żywiec            | 30    | 37     | 38-38  |
| 9       | Piast Cieszyn           | 30    | 37     | 35-43  |
| 10      | Beskid Skoczów          | 30    | 36     | 47-56  |
| 11      | Czarni Otmuchów         | 30    | 35     | 38-50  |
| 12      | Unia Kędzierzyn-Koźle   | 30    | 35     | 28-42  |
| 13      | Włókniarz Bielsko-Biała | 30    | 33     | 31-42  |
| 14      | Sparta Lubliniec        | 30    | 33     | 35-62  |
| 15      | Deal Panki              | 30    | 32     | 37-62  |
| 16      | Włókniarz Częstochowa   | 30    | 25     | 30-52  |

W rok później Metalowi z trudem udało się uratować przed degradacją do „okręgówki” – był na 12. pozycji na 16 zespołów. Niestety, spadkowe smutki i żale odłożone zostały tylko na rok, bo po sezonie 1997/1998 dla Metalu zabrakło miejsca także i w IV lidze.
Końcowa tabela IV ligi w sezonie 1997/1998
| Miejsce | Nazwa klubu            | Mecze | Punkty | Bramki |
| ------- | ---------------------- | ----- | ------ | ------ |
| 1       | Rozwój Katowice        | 34    | 68     | 56-28  |
| 2       | Urania Ruda Śląska     | 34    | 66     | 76-36  |
| 3       | Walka Zabrze           | 34    | 65     | 69-28  |
| 4       | Sparta Zabrze          | 34    | 60     | 63-44  |
| 5       | Górnik II Zabrze       | 34    | 58     | 75-42  |
| 6       | Unia Kędzierzyn-Koźle  | 34    | 56     | 58-31  |
| 7       | Ruch II Radzionków     | 34    | 56     | 52-51  |
| 8       | Victoria Częstochowa   | 34    | 55     | 75-60  |
| 9       | Skalnik Tarnów Opolski | 34    | 53     | 73-53  |
| 10      | Unia Krapkowice        | 34    | 52     | 53-36  |
| 11      | Śląsk Łubniany         | 34    | 52     | 74-60  |
| 12      | Polonia Nysa           | 34    | 50     | 56-57  |
| 13      | Sośnica Gliwice        | 34    | 43     | 44-47  |
| 14      | Rozbark Bytom          | 34    | 42     | 51-58  |
| 15      | Unia Racibórz          | 34    | 28     | 32-63  |
| 16      | Sparta Lubliniec       | 34    | 22     | 31-61  |
| 17      | Czarni Otmuchów        | 34    | 13     | 25-113 |
| 18      | Metal Kluczbork        | 34    | 11     | 19-114 |

W sezonie 1999/2000 Metal znalazł się w opolskiej lidze okręgowej i spisał się zupełnie przyzwoicie, choć nie udało mu się wywalczyć awansu, który przypadł Małejpanwi Ozimek. Metal był 2. w tabeli.
W pierwszym sezonie piłkarskim XXI wieku Metal znów był jednak w IV lidze, bo tak nazwano świeżo utworzoną najwyższą w województwie ligę. Sezon 2000/2001 Metal ukończył na 8. pozycji z dorobkiem 47 punktów.
Końcowa tabela IV ligi w sezonie 2000/2001
| Miejsce | Nazwa klubu            | Mecze | Punkty | Bramki |
| ------- | ---------------------- | ----- | ------ | ------ |
| 1       | MEC Sławięcice         | 34    | 88     | 104-14 |
| 2       | Fortuna Głogówek       | 34    | 82     | 98-33  |
| 3       | Włókniarz II Kietrz    | 34    | 71     | 85-40  |
| 4       | Skalnik Gracze         | 34    | 68     | 89-45  |
| 5       | Śląsk Łubniany         | 34    | 64     | 83-45  |
| 6       | TOR Dobrzeń Wielki     | 34    | 49     | 59-50  |
| 7       | KKS Kluczbork          | 34    | 48     | 56-61  |
| 8       | Metal Kluczbork        | 34    | 47     | 56-64  |
| 9       | Polonia Nysa           | 34    | 45     | 55-60  |
| 10      | Odra Kędzierzyn-Koźle  | 34    | 44     | 48-31  |
| 11      | Małapanew Ozimek       | 34    | 41     | 57-59  |
| 12      | MKS Gogolin            | 34    | 39     | 52-51  |
| 13      | Unia Tułowice          | 34    | 37     | 49-72  |
| 14      | LZS Kuniów             | 34    | 35     | 43-79  |
| 15      | Skalnik Tarnów Opolski | 34    | 32     | 41-79  |
| 16      | BTP Brzeg              | 34    | 29     | 47-85  |
| 17      | Sparta Paczków         | 34    | 28     | 45-97  |
| 18      | Motor Praszka          | 34    | 15     | 25-127 |

### Koniec 40-letniej historii Metalu Kluczbork
Była to już ostatnia samodzielna obecność Metalu w klasyfikacjach futbolowych. Latem 2001 roku klub przekazał swoją sekcję piłki nożnej wraz z większością zawodników do Hetmana Byczyna, który w lidze okręgowej uplasował się na 3. miejscu. Po tym fakcie klub z Byczyny zajął miejsce Metalu w IV lidze i krótko grał pod nazwą Hetman Metal Kluczbork Byczyna, z której musiał zrezygnować pod presją wojewódzkich władz piłkarskich. Jesienią 2001 roku odbył się jeszcze na stadionie dzisiejszego MKS-u Kluczbork jubileuszowy mecz 40-lecia Metalu.
Z zawodników klubu w Byczynie grali m.in.: Tomasz Chatkiewicz, Tomasz Zajączkowski, Mariusz Kowalczykowski, Rafał Marczykowski, Andrzej Mielczarek, Tomasz Begar, Roman Widerski oraz Marcel Surowiak – przyszły zawodnik Polonii Bytom, ale i MKS-u Kluczbork, bo po latach powrócił on do Kluczborka, podobnie jak bramkarz Krzysztof Stodoła, który wybrał kolejno Szczakowiankę, Odrę Opole, Swornicę Czarnowąsy, Hetmana Byczyna, Miedź Legnicę i Orła Ząbkowice, aby wrócić do Kluczborka i grać w obecnym MKS-ie Kluczbork.